# Bohumil Kubát (zápasník)
Bohumil Kubát (14. února 1935, Česká Třebová – 12. května 2016 Chomutov) byl československý a český zápasník, bronzový olympijský medailista z roku 1960.

## Sportovní kariéra
Zápasení se začal aktivně věnovat v 15 letech při učení slévačem v chomutovských železárnách v klubu TJ VTŽ (dříve Sokol) pod vedením Václava Eisenhammera. Prvních úspěchů na republikové úrovní dosáhl v roce 1953. Za VTŽ nastupoval pravidelně v ligové soutěži v obou olympijských zápasnických stylech v těžké váze nad 87 kg. Do československé reprezentace se nemohl dlouho prosadit. Volnostylařská reprezentace v padesátých letech dvacátého století prakticky neexistovala a v zápasu řecko-římském dostávali přednost zápasníci z pražských klubů. Do reprezentace se dostal teprve ve svých 25 letech v olympijském roce 1960 shodou náhod.
V závěru roku 1959 vypukla úplatkářská aféra spojená se sázením, do které se mimo hokejistů (Vladimír Zábrodský, Karel Gut a další), fotbalistů (Břetislav Dolejší a další) zapletl i zápasnický oddíl TJ Slavoj MP Praha, jehož trenérem byl zároveň reprezentační trenér František Pozníček. Nově zvolený trenér reprezentace, plzeňský Karel Boháček ho v únoru 1960 pozval do Ostravy na přátelské utkání s reprezentačním týmem klasiků Ukrajinské SSR. Za již rozhodnutého stavu 1:5 porazil v závěrečném zápase na technické body úřadujícího mistra světa Ivana Bohdana a řekl si o pozici reprezentační jedničky. Nominaci na srpnové olympijské hry v Římě potvrdil výsledky v přátelském dvojutkání s NDR v květnu. Do Říma přijel výborně připravený. V úvodním kole porazil na lopatky Japonce Kandži Šigeoku a ve druhém vybodoval silného Fina Viktora Ahvena. Ve třetím kole remizoval zápas s favorizovaným západním Němcem Wilfriede Dietrichem a podobně remízou skončil i zápas čtvrtého kole proti ukrajinskému Sovětu Ivan Bohdanovi. Po čtvrtém kole zůstal s Dietrichem a Bohdanem v soutěži sám. Protože vzájemný zápas Bohdana a Dietricha skončil remízou, rozhodovala o olympijských medailích pomocná kritéria. Ukrajinec Bohdan obdržel od prvního kola celkově 4 negativní klasifikační body a získal zlatou olympijskou medaili. Kubát měl s Dietrichem shodně 5 negativních klasifikačních a o medailích musela rozhodnout tělesná hmotnost. Kubát byl o cca 20 kg těžší než Dietrich při předturnajovém vážení a získal bronzovou olympijskou medaili.
V roce 1961 si poprvé na velkém turnaji vyzkoušel zápas ve volném stylu. Japonská Jokohama pořádala poprvé v historii mistrovství světa v obou olympijských zápasnických stylech a čeští klasici tehdy startovali i ve volném stylu. V průběhu dvou let mu v klasickém stylu vyrostl silný konkurent Petr Kment. V olympijském roce 1964 se soustředil výhradně na volný styl, ve kterém startoval na olympijských hrách v Tokiu. V úvodním kole remizoval zápas s Rumunem Ştefanem Stîngu, a ve druhém kole prohrál s favorizovaným Bulharem Ljutvi Achmedovem. Ve třetím kole potřeboval vyhrát nad Indem Ganpatem Andhalkarem před časovým limitem, aby se v soutěži zachránil. Těžkou situaci zvládl a vyfauloval Inda Andhalka na tresty za pasivitu. V 5. kole se vzájemnou remízou s Turkem Hamitem Kaplanem ze soutěže vyřadil. V soutěži však zbyly pouze dva zápasníci a o třetím místě se rozhodovalo mezi vyřazenými s nejnižším počtem negativních klasifikačních bodů – se 7 body dostal druhou šanci s Turkem Kaplanem a Britem Denisem McNamarou. Brit se v průběhu turnaje zranil a s Kaplanem prohrál rychle před časovým limitem. Proti Kubátovi nenastoupil. O bronzové olympijské medaili tak muselo rozhodnout pomocné kritérium, nižší tělesná hmotnost. Kubát byl o cca 20 kg těžší než Kaplan a obsadil konečné 4. místo.
Od roku 1965 startoval v reprezentaci výhradně ve volném stylu. V roce 1968 se do československé olympijské nominace na olympijské hry v Mexiku již nevešel. V roce 1969 startoval naposledy v klasickém stylu na mistrovství Evropy v italské Modeně, ale byl ze soutěže po prvním kole kvůli mezinárodní politice stažen – Československo podpořilo bojkotem problémy spojené s mezinárodním uznáním NDR západními mocnostmi. Sportovní kariéru ukončil v roce 1972. Po skončení sportovní kariéry působil jako trenér mládeže a rozhodčí v Chomutově.

## Výsledky

### Řecko-římský styl
| Olympijské hry     | 3. |    |   |     | — |   |   |   | — |     |
| Mistrovství světa  |    | 4. | — | úč. |   | — | — | — |   | —   |
| Mistrovství Evropy |    |    |   |     |   | — | — | — | — | úč. |

### Volný styl
| Turnaj             | 1960 | 1961 | 1962 | 1963 | 1964 | 1965 | 1966 | 1967 | 1968 | 1969 |
| Turnaj             | 25   | 26   | 27   | 28   | 29   | 30   | 31   | 32   | 33   | 34   |
| Turnaj             | +87  | +87  | +97  | +97  | +97  | +97  | +97  | +97  | +97  | +97  |
| ------------------ | ---- | ---- | ---- | ---- | ---- | ---- | ---- | ---- | ---- | ---- |
| Olympijské hry     | —    |      |      |      | 4.   |      |      |      | —    |      |
| Mistrovství světa  |      | úč.  | —    | 5.   |      | 5.   | —    | —    |      | —    |
| Mistrovství Evropy |      |      |      |      |      | ?    | 4.   | 5.   | úč.  | —    |

### Olympijské hry a mistrovství světa
| Olympijské hry a mistrovství světa                 | Olympijské hry a mistrovství světa               | Olympijské hry a mistrovství světa               | Olympijské hry a mistrovství světa               | Olympijské hry a mistrovství světa               | Olympijské hry a mistrovství světa               | Olympijské hry a mistrovství světa               | Olympijské hry a mistrovství světa               | Olympijské hry a mistrovství světa               | Olympijské hry a mistrovství světa               | Olympijské hry a mistrovství světa               |
| Kolo                                               | Výsledek                                         | Bilance                                          | Soupeř                                           | Výsledek                                         | NKB                                              | ∑NKB                                             | Styl                                             | Datum                                            | Turnaj                                           | Místo                                            |
| 1965 Mistrovství světa nad 97 kg ve volném stylu   | 1965 Mistrovství světa nad 97 kg ve volném stylu | 1965 Mistrovství světa nad 97 kg ve volném stylu | 1965 Mistrovství světa nad 97 kg ve volném stylu | 1965 Mistrovství světa nad 97 kg ve volném stylu | 1965 Mistrovství světa nad 97 kg ve volném stylu | 1965 Mistrovství světa nad 97 kg ve volném stylu | 1965 Mistrovství světa nad 97 kg ve volném stylu | 1965 Mistrovství světa nad 97 kg ve volném stylu | 1965 Mistrovství světa nad 97 kg ve volném stylu | 1965 Mistrovství světa nad 97 kg ve volném stylu |
| -------------------------------------------------- | ------------------------------------------------ | ------------------------------------------------ | ------------------------------------------------ | ------------------------------------------------ | ------------------------------------------------ | ------------------------------------------------ | ------------------------------------------------ | ------------------------------------------------ | ------------------------------------------------ | ------------------------------------------------ |
| 4. kolo                                            | prohra                                           | 10-7-8                                           | Alexandr Ivanickij (URS)                         | diskvalifikace (6:23)                            | 4                                                | 8                                                | Zápas ve volném stylu                            | 1.-3. června 1965                                | Mistrovství světa                                | Manchester, Spojené království                   |
| 3. kolo                                            | prohra                                           | 10-7-7                                           | Gıyasettin Yılmaz (TUR)                          | tech. body                                       | 3                                                | 4                                                | Zápas ve volném stylu                            | 1.-3. června 1965                                | Mistrovství světa                                | Manchester, Spojené království                   |
| 2. kolo                                            | vítězství                                        | 10-7-6                                           | Berndt Andersson (SWE)                           | tech. body                                       | 1                                                | 1                                                | Zápas ve volném stylu                            | 1.-3. června 1965                                | Mistrovství světa                                | Manchester, Spojené království                   |
| 1. kolo                                            | vítězství                                        | 9-7-6                                            | Bišvanáth Singh (IND)                            | diskvalifikace                                   | 0                                                | 0                                                | Zápas ve volném stylu                            | 1.-3. června 1965                                | Mistrovství světa                                | Manchester, Spojené království                   |
| 1964 Olympijské hry nad 97 kg ve volném stylu      |                                                  |                                                  |                                                  |                                                  |                                                  |                                                  |                                                  |                                                  |                                                  |                                                  |
| o 3. místo                                         | vítězství                                        | 8-7-6                                            | Denis McNamara (GBR)                             | nenastoupil                                      | –                                                | –                                                | Zápas ve volném stylu                            | 11.-13. října 1964                               | Olympijské hry                                   | Tokio, Japonsko                                  |
| 4. kolo*                                           | remíza                                           | 7-7-6                                            | Hamit Kaplan (TUR)                               | tech. body                                       | 2                                                | 7                                                | Zápas ve volném stylu                            | 11.-13. října 1964                               | Olympijské hry                                   | Tokio, Japonsko                                  |
| 3. kolo                                            | vítězství                                        | 7-6-6                                            | Ganpat Andhalkar (IND)                           | diskvalifikace                                   | 0                                                | 5                                                | Zápas ve volném stylu                            | 11.-13. října 1964                               | Olympijské hry                                   | Tokio, Japonsko                                  |
| 2. kolo                                            | prohra                                           | 6-6-6                                            | Ljutvi Achmedov (BUL)                            | tech. body                                       | 3                                                | 5                                                | Zápas ve volném stylu                            | 11.-13. října 1964                               | Olympijské hry                                   | Tokio, Japonsko                                  |
| 1. kolo                                            | remíza                                           | 6-6-5                                            | Ştefan Stîngu (ROU)                              | tech. body                                       | 2                                                | 2                                                | Zápas ve volném stylu                            | 11.-13. října 1964                               | Olympijské hry                                   | Tokio, Japonsko                                  |
| 1963 Mistrovství světa nad 97 kg v klasickém stylu |                                                  |                                                  |                                                  |                                                  |                                                  |                                                  |                                                  |                                                  |                                                  |                                                  |
| 3. kolo                                            | prohra                                           | 6-5-5                                            | Anatolij Roščin (URS)                            | lopatky                                          | 4                                                | 8                                                | Zápas řecko-římský                               | 1.-3. července 1963                              | Mistrovství světa                                | Helsingborg, Švédsko                             |
| 2. kolo                                            | vítězství                                        | 6-5-4                                            | Werner Tschimmel (GDR)                           | tech. body                                       | 1                                                | 4                                                | Zápas řecko-římský                               | 1.-3. července 1963                              | Mistrovství světa                                | Helsingborg, Švédsko                             |
| 1. kolo                                            | prohra                                           | 5-5-4                                            | István Kozma (HUN)                               | tech. body                                       | 3                                                | 3                                                | Zápas řecko-římský                               | 1.-3. července 1963                              | Mistrovství světa                                | Helsingborg, Švédsko                             |
| 1963 Mistrovství světa nad 97 kg ve volném stylu   |                                                  |                                                  |                                                  |                                                  |                                                  |                                                  |                                                  |                                                  |                                                  |                                                  |
| 4. kolo                                            | remíza                                           | 5-5-3                                            | János Reznák (HUN)                               | tech. body                                       | 2                                                | 7                                                | Zápas ve volném stylu                            | 30. května -2. června 1963                       | Mistrovství světa                                | Sofie, Bulharsko                                 |
| 3. kolo                                            | vítězství                                        | 5-4-3                                            | Ion Herman (ROU)                                 | tech. body                                       | 1                                                | 5                                                | Zápas ve volném stylu                            | 30. května -2. června 1963                       | Mistrovství světa                                | Sofie, Bulharsko                                 |
| 2. kolo                                            | vítězství                                        | 4-4-3                                            | Merrell Solowin (USA)                            | tech. body                                       | 1                                                | 4                                                | Zápas ve volném stylu                            | 30. května -2. června 1963                       | Mistrovství světa                                | Sofie, Bulharsko                                 |
| 1. kolo                                            | prohra                                           | 3-4-3                                            | Alexandr Ivanickij (URS)                         | tech. body                                       | 3                                                | 3                                                | Zápas ve volném stylu                            | 30. května -2. června 1963                       | Mistrovství světa                                | Sofie, Bulharsko                                 |
| 1961 Mistrovství světa nad 87 kg v klasickém stylu |                                                  |                                                  |                                                  |                                                  |                                                  |                                                  |                                                  |                                                  |                                                  |                                                  |
| 3. kolo                                            | remíza                                           | 3-4-2                                            | Ragnar Svensson (SWE)                            | tech. body                                       | 2                                                | 6                                                | Zápas řecko-římský                               | 6.-8. června 1961                                | Mistrovství světa                                | Jokohama, Japonsko                               |
| 2. kolo                                            | prohra                                           | 3-3-2                                            | Ivan Bohdan (URS)                                | tech. body                                       | 3                                                | 4                                                | Zápas řecko-římský                               | 6.-8. června 1961                                | Mistrovství světa                                | Jokohama, Japonsko                               |
| 1. kolo                                            | vítězství                                        | 3-3-1                                            | Pat Lovell (USA)                                 | tech. body                                       | 1                                                | 1                                                | Zápas řecko-římský                               | 6.-8. června 1961                                | Mistrovství světa                                | Jokohama, Japonsko                               |
| 1961 Mistrovství světa nad 87 kg ve volném stylu   |                                                  |                                                  |                                                  |                                                  |                                                  |                                                  |                                                  |                                                  |                                                  |                                                  |
| 2. kolo                                            | remíza                                           | 2-3-1                                            | Dale Lewis (USA)                                 | tech. body                                       | 2                                                | 6                                                | Zápas ve volném stylu                            | 2.-4. června 1961                                | Mistrovství světa                                | Jokohama, Japonsko                               |
| 1. kolo                                            | prohra                                           | 2-2-1                                            | Hamit Kaplan (TUR)                               | lopatky                                          | 4                                                | 4                                                | Zápas ve volném stylu                            | 2.-4. června 1961                                | Mistrovství světa                                | Jokohama, Japonsko                               |
| 1960 Olympijské hry nad 87 kg v klasickém stylu    |                                                  |                                                  |                                                  |                                                  |                                                  |                                                  |                                                  |                                                  |                                                  |                                                  |
| 4. kolo (F)*                                       | remíza                                           | 2-2-0                                            | Ivan Bohdan (URS)                                | tech. body (0:0)                                 | 2                                                | 5                                                | Zápas řecko-římský                               | 29.-31. srpna 1960                               | Olympijské hry                                   | Řím, Itálie                                      |
| 3. kolo (F)*                                       | remíza                                           | 2-1-0                                            | Wilfried Dietrich (FRG)                          | tech. body                                       | 2                                                | 3                                                | Zápas řecko-římský                               | 29.-31. srpna 1960                               | Olympijské hry                                   | Řím, Itálie                                      |
| 2. kolo                                            | vítězství                                        | 2-0-0                                            | Viktor Ahven (FIN)                               | tech. body                                       | 1                                                | 1                                                | Zápas řecko-římský                               | 29.-31. srpna 1960                               | Olympijské hry                                   | Řím, Itálie                                      |
| 1. kolo                                            | vítězství                                        | 1-0-0                                            | Kandži Šigeoka (JPN)                             | lopatky                                          | 0                                                | 0                                                | Zápas řecko-římský                               | 29.-31. srpna 1960                               | Olympijské hry                                   | Řím, Itálie                                      |

### Mistrovství Evropy
| Mistrovství Evropy                                   | Mistrovství Evropy                                   | Mistrovství Evropy                                   | Mistrovství Evropy                                   | Mistrovství Evropy                                   | Mistrovství Evropy                                   | Mistrovství Evropy                                   | Mistrovství Evropy                                   | Mistrovství Evropy                                   | Mistrovství Evropy                                   | Mistrovství Evropy                                   |
| Kolo                                                 | Výsledek                                             | Bilance                                              | Soupeř                                               | Výsledek                                             | NKB                                                  | ∑NKB                                                 | Styl                                                 | Datum                                                | Turnaj                                               | Místo                                                |
| 1969 Mistrovství Evropy nad 100 kg v klasickém stylu | 1969 Mistrovství Evropy nad 100 kg v klasickém stylu | 1969 Mistrovství Evropy nad 100 kg v klasickém stylu | 1969 Mistrovství Evropy nad 100 kg v klasickém stylu | 1969 Mistrovství Evropy nad 100 kg v klasickém stylu | 1969 Mistrovství Evropy nad 100 kg v klasickém stylu | 1969 Mistrovství Evropy nad 100 kg v klasickém stylu | 1969 Mistrovství Evropy nad 100 kg v klasickém stylu | 1969 Mistrovství Evropy nad 100 kg v klasickém stylu | 1969 Mistrovství Evropy nad 100 kg v klasickém stylu | 1969 Mistrovství Evropy nad 100 kg v klasickém stylu |
| ---------------------------------------------------- | ---------------------------------------------------- | ---------------------------------------------------- | ---------------------------------------------------- | ---------------------------------------------------- | ---------------------------------------------------- | ---------------------------------------------------- | ---------------------------------------------------- | ---------------------------------------------------- | ---------------------------------------------------- | ---------------------------------------------------- |
| 1. kolo                                              | vítězství                                            | 4-4-4                                                | Rudolf Feist (SUI)                                   | lopatky                                              | 0                                                    | 0                                                    | Zápas řecko-římský                                   | 5.-8. června 1969                                    | Mistrovství Evropy                                   | Modena, Itálie                                       |
| 1968 Mistrovství Evropy nad 97 kg ve volném stylu    |                                                      |                                                      |                                                      |                                                      |                                                      |                                                      |                                                      |                                                      |                                                      |                                                      |
| 3. kolo                                              | remíza                                               | 3-4-4                                                | Arne Robertsson (SWE)                                | tech. body                                           | 2                                                    | 6                                                    | Zápas ve volném stylu                                | 2.-5. července 1968                                  | Mistrovství Evropy                                   | Skopje, Jugoslávie                                   |
| 2. kolo                                              | remíza                                               | 3-3-4                                                | Ştefan Stîngu (ROU)                                  | tech. body                                           | 2                                                    | 4                                                    | Zápas ve volném stylu                                | 2.-5. července 1968                                  | Mistrovství Evropy                                   | Skopje, Jugoslávie                                   |
| 1. kolo                                              | remíza                                               | 3-2-4                                                | Peter Germer (GDR)                                   | tech. body                                           | 2                                                    | 2                                                    | Zápas ve volném stylu                                | 2.-5. července 1968                                  | Mistrovství Evropy                                   | Skopje, Jugoslávie                                   |
| 1967 Mistrovství Evropy nad 97 kg ve volném stylu    |                                                      |                                                      |                                                      |                                                      |                                                      |                                                      |                                                      |                                                      |                                                      |                                                      |
| 4. kolo                                              | prohra                                               | 3-1-4                                                | Vladimir Saunin (URS)                                | tech. body                                           | 3                                                    | 7                                                    | Zápas ve volném stylu                                | 6.-9. července 1967                                  | Mistrovství Evropy                                   | Istanbul, Turecko                                    |
| 2. kolo                                              | prohra                                               | 3-1-3                                                | Wilfried Dietrich (FRG)                              | tech. body                                           | 3                                                    | 4                                                    | Zápas ve volném stylu                                | 6.-9. července 1967                                  | Mistrovství Evropy                                   | Istanbul, Turecko                                    |
| 1. kolo                                              | vítězství                                            | 3-1-2                                                | Arne Robertsson (SWE)                                | tech. body                                           | 1                                                    | 1                                                    | Zápas ve volném stylu                                | 6.-9. července 1967                                  | Mistrovství Evropy                                   | Istanbul, Turecko                                    |
| 1966 Mistrovství Evropy nad 97 kg ve volném stylu    |                                                      |                                                      |                                                      |                                                      |                                                      |                                                      |                                                      |                                                      |                                                      |                                                      |
| o 3. místo                                           | prohra                                               | 2-1-2                                                | Gıyasettin Yılmaz (TUR)                              | tech. body                                           | —                                                    | —                                                    | Zápas ve volném stylu                                | 5.-7. května 1966                                    | Mistrovství Evropy                                   | Karlsruhe, Německo                                   |
| 4. kolo                                              | prohra                                               | 2-1-1                                                | Alexandr Medveď (URS)                                | tech. body                                           | 3                                                    | 6                                                    | Zápas ve volném stylu                                | 5.-7. května 1966                                    | Mistrovství Evropy                                   | Karlsruhe, Německo                                   |
| 3. kolo                                              | vítězství                                            | 2-1-0                                                | Wiesław Bocheński (POL)                              | tech. body                                           | 1                                                    | 3                                                    | Zápas ve volném stylu                                | 5.-7. května 1966                                    | Mistrovství Evropy                                   | Karlsruhe, Německo                                   |
| 2. kolo                                              | remíza                                               | 1-1-0                                                | Arne Robertsson (SWE)                                | tech. body                                           | 2                                                    | 2                                                    | Zápas ve volném stylu                                | 5.-7. května 1966                                    | Mistrovství Evropy                                   | Karlsruhe, Německo                                   |
| 1. kolo                                              | vítězství                                            | 1-0-0                                                | Karl Bachmann (SUI)                                  | lopatky (5:23)                                       | 0                                                    | 0                                                    | Zápas ve volném stylu                                | 5.-7. května 1966                                    | Mistrovství Evropy                                   | Karlsruhe, Německo                                   |

## Ocenění
- Za výsledky na LOH v Římě byl Bohumilu Kubátovi udělen titul Zasloužilý mistr sportu[8]
- V anketě československých sportovních novinářů o nejlepšího sportovce roku získal v roce 1960 osmé místo.[9]